# گروه اصفهانی
گروه اصفهانی (به بنگالی: এম এম ইস্পাহানি লিমিটেড) شرکت خوشه‌ای بنگلادشی است، که در زمینه تولید و تجارت پارچه، چتایی و نخ، مواد غذایی مصرفی و چای، ارائه خدمات کشتیرانی و لجستیک، خدمات اینترنت، کشاورزی، هتل‌داری و املاک و مستغلات فعالیت می‌نماید.
گروه اصفهانی در سال ۱۸۲۰ توسط میرزا محمد اصفهانی (۱۷۸۹-۱۸۵۰) در شهر بمبئی تأسیس شد. این گروه صنعتی-تجاری، توسط نسل‌های بعدی خانواده اصفهانی توسعه پیدا کرد و در حال حاضر بزرگترین شرکت خوشه‌ای بنگلادش و یکی از بزرگترین گروه‌های صنعتی این کشور به‌شمار می‌آید.
دفتر مرکزی این شرکت در شهر چیتاگونگ، بنگلادش قرار دارد و دارای ۴۹۰ مرکز توزیع کالا در ۲۰ کشور جهان است. دفاتر اصلی بین‌المللی گروه اصفهانی در شهرهای لندن، قاهره، کلکته، داکا و بمبئی مستقر می‌باشند. کلیه سهام این شرکت در اختیار خانواده اصفهانی قرار دارد.